# (6319) Beregovoj
(6319) Beregovoj est un astéroïde de la ceinture principale.

## Description
(6319) Beregovoj est un astéroïde de la ceinture principale. Il fut découvert le 19 novembre 1990 à La Silla par Eric Walter Elst. Il présente une orbite caractérisée par un demi-grand axe de 2,27 UA, une excentricité de 0,08 et une inclinaison de 4,1° par rapport à l'écliptique.

## Compléments